# Транс-сплайсинг
Транс-спла́йсинг — особая форма процессинга РНК у эукариот, в ходе которого экзоны из двух разных первичных транскриптов РНК соединяются конец к концу. В то время как при «нормальном» цис-сплайсинге процессингу подвергается одна молекула, в транс-сплайсинге происходит образование одной молекулы РНК из разных, не соединённых между собой предшественников мРНК. У некоторых организмов транс-сплайсингу подвергаются лишь некоторые мРНК, а у некоторых он происходит при созревании большинства мРНК.

## Механизм

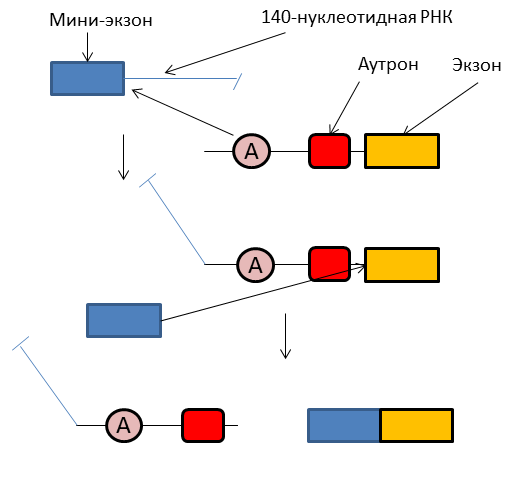
Схема транс-сплайсинга у Trypanosoma brucei

Рассмотрим механизм транс-сплайсинга на примере трипаносомы Trypanosoma brucei. На 5'-концах незрелых мРНК у этого организма есть последовательность, отсутствующая у зрелых транскриптов. По сути, эта последовательность представляет собой интрон, находящийся на конце молекулы мРНК (такие интроны называют аутронами). В составе аутрона имеется аденозин, который обозначает точку ветвления у обычных интронов, а правее него находится последовательность, похожая на правую экзон-интронную границу. Вместо 5'-концевых аутронов в зрелых мРНК находится 5'-концевой фрагмент длиной 39 нуклеотидов, который называется мини-экзоном или SL-последовательностью (от англ. splicing leader). Этот фрагмент считывается с около 200 участков, разбросанных по всему геному. На границе мини-экзонов и остальной части транскрипта, содержащего мини-экзон, находится последовательность, по нуклеотидному составу соответствующая левой экзон-интронной границе.
При созревании транскрипта аденозин, находящийся в точке ветвления аутрона, осуществляет своей 3'-гидроксильной группой нуклеофильную атаку по границе мини-экзона с остальной частью содержащего его транскрипта. 3'-OH мини-экзон, появившийся после первой нуклеофильной атаки, атакует фосфодиэфирную связь между экзоном и лассо. Благодаря этому мини-экзон соединяется с остальными экзонами исходной мРНК, а интрон удаляется в виде Y-образной структуры.
Транс-сплайсинг у трипаносом опосредован малыми ядерными РНК (мяРНК), структурно и функционально похожими на U2, U4 и U6. Роль других мяРНК, необходимых для сплайсинга, выполняет сама интронная последовательность: в её вторичной структуре есть характерные стебли и петли, похожие на консервативные домены U1 и U5. 
У нематоды Caenorhabditis elegans в ходе транс-сплайсинга к 5'-концу транскрипта пришивается экзогенная лидерная последовательность длиной 22 нуклеотида.

Транс-сплайсинг транскриптов cox3 у динофлагелляты Karlodinium micrum

У динофлагелляты Karlodinium micrum процессинг транскриптов митохондриального гена субъединицы III цитохромоксидазы (cox3) включает транс-сплайсинг. Полноразмерная мРНК cox3 образуется из двух транскриптов-предшественников: cox3H1—6 и cox37. Транс-сплайсинг cox3 был описан и у других динофлагеллят.

## Распространение
Транс-сплайсинг обнаружен у ряда протист, например у представителей класса кинетопластид (в частности, у трипаносом), которые используют его для создания многообразных поверхностных антигенов и для переключения между разными морфологическими формами в ходе своего жизненного цикла. Ещё одна большая группа протистов, у которых есть транс-сплайсинг, — динофлагелляты. Они используют этот процесс для добавления лидерной последовательности из 22 нуклеотидов к 5′-концу матричных РНК. Интенсивное использование транс-сплайсинга динофлагеллятами и трипаносомами является, по-видимому, результатом конвергентной эволюции. Транс-сплайсинг есть и у родственных кинетопластидам эвгленовых, хотя в этой группе многие таксоны утратили эту способность. Из многоклеточных организмов транс-сплайсинг есть у плодовой мушки Drosophila melanogaster, круглых червей, включая C. elegans, плоских червей, бделлоидных коловраток, стрекающих, некоторых бокоплавов, веслоногих, гребнивиков и оболочников. Транс-сплайсинг не был найден в большинстве хорошо изученных групп живых организмов, таких как грибы, позвоночные и большинство членистоногих. Транс-сплайсинг также обнаружен в хлоропластах водорослей и высших растений.

## Функции
Функциональное значение транс-сплайсинга в настоящее время неизвестно. Высказываются предположения, что лидерная последовательность, добавляемая к транскриптам, обеспечивает транспорт мРНК из ядра в цитоплазму или необходима для трансляции этих мРНК. Возможно, по механизму транс-сплайсинга могут образовываться некоторые онкогенные гибридные транскрипты.
Возможно, транс-сплайсинг можно использовать для генной терапии, чтобы исправлять мРНК мутировавших генов. 